# Programowanie genetyczne
Programowanie genetyczne, GP (ang. genetic programming) – zautomatyzowana metoda mająca na celu tworzenie programów komputerowych w oparciu o ogólną definicję problemu. Innymi słowy programowanie genetyczne pozwala, w oparciu o wysokopoziomową definicję mówiącą co ma być zrobione, automatycznie stworzyć program, który owo zagadnienie rozwiąże.
Po raz pierwszy programowanie genetyczne zostało przedstawione w pracy Nichaela L. Cramera w 1985 r. Nieco później zostało ponownie wynalezione przez Jürgena Schmidhubera w 1987 r. Po raz trzeci GP zostało odkryte i opisane przez Johna Kozę w książce zatytułowanej Genetic Programming: On the Programming of Computers by Means of Natural Selection (1992). Koza silnie zaangażował się w tematykę GP i napisał na ten temat wiele artykułów i książek, a tym samym spopularyzował tę metodę na świecie.